# الحاوي في الطب

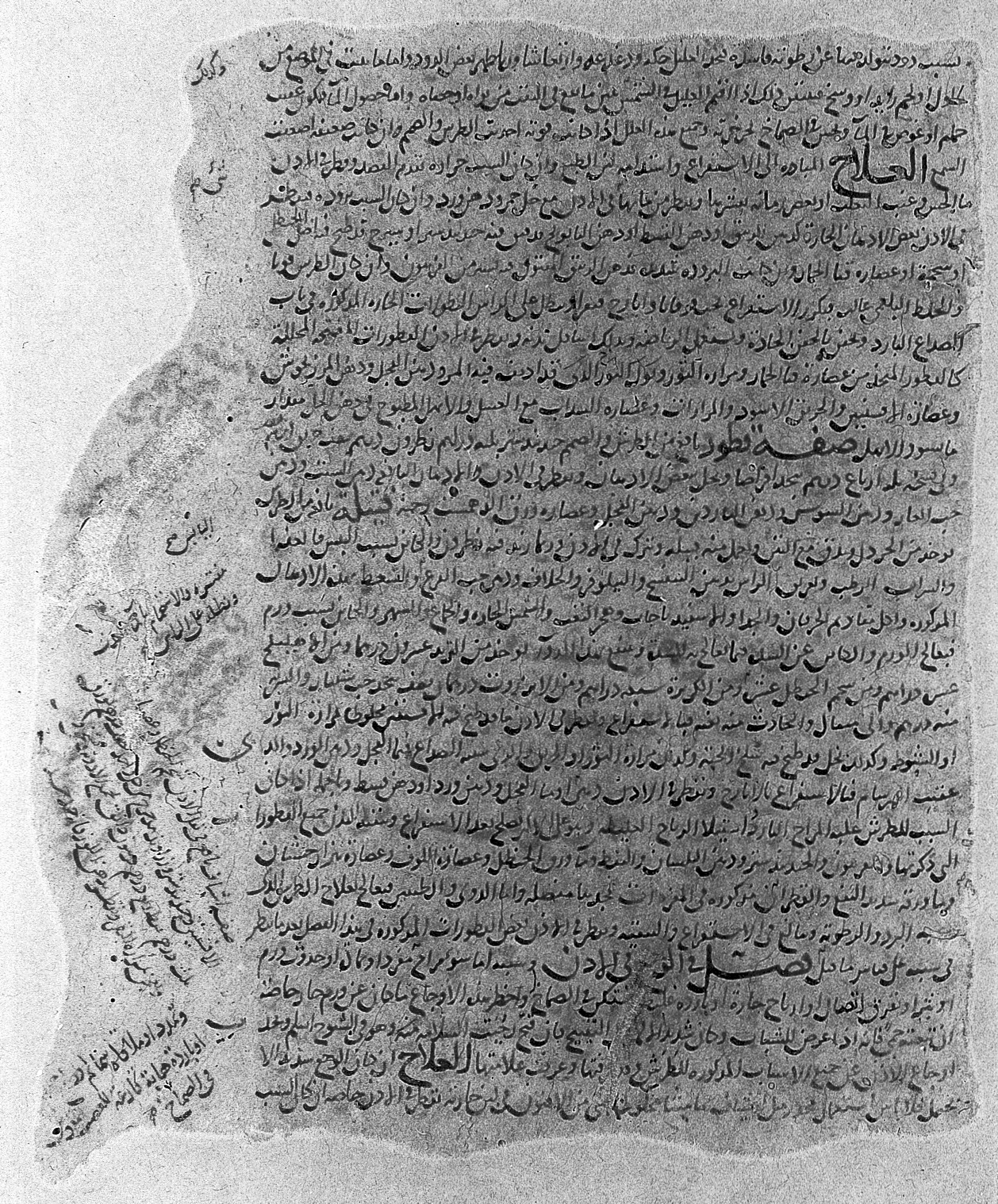
مخطوط «الحاوي»

الحاوي في الطب يعتبر من أكثر كتب أبو بكر الرازي أهمية وقد وصف بأنه موسوعة عظيمة في الطب تحتوي على ملخصات كثيرة من مؤلفين إغريق وهنود إضافة إلى ملاحظاته الدقيقة وتجاربه الخاصة وقد ترجم الحاوي من اللغة العربية إلى اللغة اللاتينية وطبع لأول مرة في بريشيا في شمال إيطاليا عام 1486 وقد أعيد طبعه مرارا في البندقية في القرن السادس عشر الميلادي وتتضح مهارة الرازي في هذا المؤلف الضخم ويكاد يجمع مؤرخو الرازي بأنه لم يتم الكتاب بنفسه ولكن تلاميذه هم الذين أكملوه.

## وصلات خارجية
- الحاوي في الطب على موقع المكتبة الرقمية العالمية
- الحاوي في الطب - أبو بكر محمد بن زكريا الرازي على موقع مكتبة قطر الوطنية